# Lista monumentelor istorice din județul Iași - D

Simbol pentru monumentele istorice

Lista monumentelor istorice din județul Iași - D cuprinde monumentele istorice înscrise în Patrimoniul cultural național al României și aflate în localități ce încep cu litera D  din județul Iași.
Lista completă este menținută și actualizată periodic de către Ministerul Culturii, Cultelor și Patrimoniului Național din România, prin intermediul Institutului Național al Patrimoniului, ultima versiune datând din 2015. Această listă cuprinde și actualizările ulterioare, realizate prin ordin al ministrului culturii.
Puteți căuta un monument din județul Iași folosind formularul de mai jos sau puteți naviga prin toate monumentele din județ la lista monumentelor istorice din județul Iași.
| Cod LMI                              | Denumire                                                                   | Localitate                                  | Localizare                                                                                              | Datare, Creatori                                                     | Imagine               | Erori             |
| ------------------------------------ | -------------------------------------------------------------------------- | ------------------------------------------- | --- | -------------------------------------------------------------------- | --------------------- | ----------------- |
| IS-I-s-B-03575 (RAN: 96726.01)       | Situl arheologic de la Dagâța, punct „Dealul Țintirim II”                  | sat Dagâța; comuna Dagâța                   | „Dealul Țintirim II”, în marginea de SE a satului, între sat și CF                                      |                                                                      | Încarcă foto \| video | Raportează eroare |
| IS-I-m-B-03575.01                    | Așezare                                                                    | sat Dagâța; comuna Dagâța                   | „Dealul Țintirim II”, în marginea de SE a satului, între sat și CF                                      | sec. XVI - XVII, Epoca medievală                                     | Încarcă foto \| video | Raportează eroare |
| IS-I-m-B-03575.02                    | Așezare                                                                    | sat Dagâța; comuna Dagâța                   | „Dealul Țintirim II”, în marginea de SE a satului, între sat și CF                                      | sec. XI, Epoca medieval timpurie                                     | Încarcă foto \| video | Raportează eroare |
| IS-I-m-B-03575.03                    | Așezare                                                                    | sat Dagâța; comuna Dagâța                   | „Dealul Țintirim II”, în marginea de SE a satului, între sat și CF                                      | sec. VIII - X, Epoca medieval timpurie                               | Încarcă foto \| video | Raportează eroare |
| IS-I-m-B-03575.04                    | Așezare                                                                    | sat Dagâța; comuna Dagâța                   | „Dealul Țintirim II”, în marginea de SE a satului, între sat și CF                                      | Latène, cultura geto-dacică                                          | Încarcă foto \| video | Raportează eroare |
| IS-I-s-B-03576 (RAN: 96726.02)       | Situl arheologic de la Dagâța, punct „Saivane”                             | sat Dagâța; comuna Dagâța                   | „La Saivane”, la cca. 300 m de marginea de SE a satului                                                 |                                                                      | Încarcă foto \| video | Raportează eroare |
| IS-I-m-B-03576.01 (RAN: 96726.02.02) | Biserică                                                                   | sat Dagâța; comuna Dagâța                   | „La Saivane”, la cca. 300 m de marginea de SE a satului                                                 | Epoca medievală                                                      | Încarcă foto \| video | Raportează eroare |
| IS-I-m-B-03576.02 (RAN: 96726.02.01) | Așezare                                                                    | sat Dagâța; comuna Dagâța                   | „La Saivane”, la cca. 300 m de marginea de SE a satului                                                 | sec. II a. Chr., Latène                                              | Încarcă foto \| video | Raportează eroare |
| IS-I-s-B-03577 (RAN: 95186.01)       | Situl arheologic de la Dancu                                               | sat Dancu; comuna Holboca                   | La marginea de E a satului                                                                              |                                                                      | Încarcă foto \| video | Raportează eroare |
| IS-I-m-B-03577.01 (RAN: 95186.01.04) | Așezare                                                                    | sat Dancu; comuna Holboca                   | La marginea de E a satului                                                                              | sec. XVII - XVIII, Epoca medievală                                   | Încarcă foto \| video | Raportează eroare |
| IS-I-m-B-03577.02 (RAN: 95186.01.03) | Așezare                                                                    | sat Dancu; comuna Holboca                   | La marginea de E a satului                                                                              | sec. IV p.Chr, Epoca daco-romană                                     | Încarcă foto \| video | Raportează eroare |
| IS-I-m-B-03577.03 (RAN: 95186.01.02) | Așezare                                                                    | sat Dancu; comuna Holboca                   | La marginea de E a satului                                                                              | sec. III - II a. Chr., Latène                                        | Încarcă foto \| video | Raportează eroare |
| IS-I-m-B-03577.04 (RAN: 95186.01.01) | Așezare                                                                    | sat Dancu; comuna Holboca                   | La marginea de E a satului                                                                              | Epoca bronzului târziu, cultura Noua                                 | Încarcă foto \| video | Raportează eroare |
| IS-I-s-B-03578                       | Situl arheologic de la Dobrovăț, punct „Cetățuie”                          | sat Dobrovăț; comuna Dobrovăț               | „Cetățuie”, la marginea de SV a satului și la 2 km de mănăstirea Dobrovăț                               |                                                                      | Încarcă foto \| video | Raportează eroare |
| IS-I-m-B-03578.01                    | Așezare                                                                    | sat Dobrovăț; comuna Dobrovăț               | „Cetățuie”, la marginea de SV a satului și la 2 km de mănăstirea Dobrovăț                               | sec. I a. Chr.-I p. Chr., Latène                                     | Încarcă foto \| video | Raportează eroare |
| IS-I-m-B-03578.02                    | Așezare                                                                    | sat Dobrovăț; comuna Dobrovăț               | „Cetățuie”, la marginea de SV a satului și la 2 km de mănăstirea Dobrovăț                               | sec. III - I a. Chr., Latène                                         | Încarcă foto \| video | Raportează eroare |
| IS-I-m-B-03578.03                    | Așezare                                                                    | sat Dobrovăț; comuna Dobrovăț               | „Cetățuie”, la marginea de SV a satului și la 2 km de mănăstirea Dobrovăț                               | sec. IV - III a. Chr., Latène                                        | Încarcă foto \| video | Raportează eroare |
| IS-I-s-B-03579                       | Fortificație                                                               | sat Dobrovăț; comuna Dobrovăț               | „Palanca”, la cca. 3 km NV de sat, între pâraiele Pietrosu și Palanca                                   | Epoca medievală timpurie                                             | Încarcă foto \| video | Raportează eroare |
| IS-I-s-B-03580                       | Situl arheologic de la Dobrovăț, punct „Tarlaua Velnița”                   | sat Dobrovăț; comuna Dobrovăț               | „Tarlaua Velnița”, la cca. 3 km la S de sat, pe dreapta șoselei Dobrovăț -Codăești                      |                                                                      | Încarcă foto \| video | Raportează eroare |
| IS-I-m-B-03580.01                    | Așezare                                                                    | sat Dobrovăț; comuna Dobrovăț               | „Tarlaua Velnița”, la cca. 3 km la S de sat, pe dreapta șoselei Dobrovăț -Codăești                      | sec. XVI - XVII, Epoca medievală                                     | Încarcă foto \| video | Raportează eroare |
| IS-I-m-B-03580.02                    | Așezare                                                                    | sat Dobrovăț; comuna Dobrovăț               | „Tarlaua Velnița”, la cca. 3 km la S de sat, pe dreapta șoselei Dobrovăț -Codăești                      | sec. IV p.Chr, Epoca daco-romană                                     | Încarcă foto \| video | Raportează eroare |
| IS-I-s-B-03581 (RAN: 98453.01)       | Situl arheologic de la Doroșcani, punct „Dealul Gagea”                     | sat Doroșcani; comuna Popești               | „Dealul Gagea”, la 300 m NNE de vatra nouă a satului                                                    |                                                                      | Încarcă foto \| video | Raportează eroare |
| IS-I-m-B-03581.01 (RAN: 98453.01.03) | Așezare                                                                    | sat Doroșcani; comuna Popești               | „Dealul Gagea”, la 300 m NNE de vatra nouă a satului                                                    | sec. III - II a. Chr., Latène                                        | Încarcă foto \| video | Raportează eroare |
| IS-I-m-B-03581.02 (RAN: 98453.01.02) | Așezare                                                                    | sat Doroșcani; comuna Popești               | „Dealul Gagea”, la 300 m NNE de vatra nouă a satului                                                    | Epoca bronzului târziu, cultura Noua                                 | Încarcă foto \| video | Raportează eroare |
| IS-I-m-B-03581.03 (RAN: 98453.01.01) | Așezare                                                                    | sat Doroșcani; comuna Popești               | „Dealul Gagea”, la 300 m NNE de vatra nouă a satului                                                    | Eneolitic final, cultura Horodiștea, etapa Foltești II               | Încarcă foto \| video | Raportează eroare |
| IS-I-s-B-03582 (RAN: 98453.02)       | Situl arheologic de la Doroșcani, punct „Dealul Viilor”                    | sat Doroșcani; comuna Popești               | „Dealul Viilor”, la 3,5 km N de sat, la limita cu comuna Podu Iloaie                                    |                                                                      | Încarcă foto \| video | Raportează eroare |
| IS-I-m-B-03582.01 (RAN: 98453.02.02) | Vechea vatră medievală a satului                                           | sat Doroșcani; comuna Popești               | „Dealul Viilor”, la 3,5 km N de sat, la limita cu comuna Podu Iloaie                                    | sec. XV - XVII, Epoca medievală                                      | Încarcă foto \| video | Raportează eroare |
| IS-I-m-B-03582.02 (RAN: 98453.02.03) | Așezare                                                                    | sat Doroșcani; comuna Popești               | „Dealul Viilor”, la 3,5 km N de sat, la limita cu comuna Podu Iloaie                                    | Latène                                                               | Încarcă foto \| video | Raportează eroare |
| IS-I-m-B-03582.03 (RAN: 98453.02.04) | Așezare                                                                    | sat Doroșcani; comuna Popești               | „Dealul Viilor”, la 3,5 km N de sat, la limita cu comuna Podu Iloaie                                    | Epoca bronzului târziu, cultura Noua                                 | Încarcă foto \| video | Raportează eroare |
| IS-I-m-B-03582.04 (RAN: 98453.02.01) | Așezare                                                                    | sat Doroșcani; comuna Popești               | „Dealul Viilor”, la 3,5 km N de sat, la limita cu comuna Podu Iloaie                                    | Eneolitic, cultura Cucuteni, faza A                                  | Încarcă foto \| video | Raportează eroare |
| IS-I-s-B-03583 (RAN: 96281.01)       | Situl arheologic de la Dumbrava, punct „La Căprărie”                       | sat Dumbrava; comuna Ciurea                 | „la Căprărie”, la marginea de V a satului, pe dealul Bârsan                                             |                                                                      | Încarcă foto \| video | Raportează eroare |
| IS-I-m-B-03583.01 (RAN: 96281.01.01) | Necropolă                                                                  | sat Dumbrava; comuna Ciurea                 | „la Căprărie”, la marginea de V a satului, pe dealul Bârsan                                             | sec. I – II p. Chr., Latène                                          | Încarcă foto \| video | Raportează eroare |
| IS-I-m-B-03583.02 (RAN: 96281.01.02) | Așezare                                                                    | sat Dumbrava; comuna Ciurea                 | „la Căprărie”, la marginea de V a satului, pe dealul Bârsan                                             | Eneolitic final, cultura Horodiștea – Erbiceni                       | Încarcă foto \| video | Raportează eroare |
| IS-I-s-B-03584 (RAN: 96281.02)       | Situl arheologic de la Dumbrava                                            | sat Dumbrava; comuna Lespezi                | La marginea de S a satului, pe malul drept al pârâului Sirețel, lângă confluența cu râul Siret          |                                                                      | Încarcă foto \| video | Raportează eroare |
| IS-I-m-B-03584.01 (RAN: 96281.02.08) | Așezare                                                                    | sat Dumbrava; comuna Lespezi                | La marginea de S a satului, pe malul drept al pârâului Sirețel, lângă confluența cu râul Siret          | sec. XV - XVIII, Epoca medievală                                     | Încarcă foto \| video | Raportează eroare |
| IS-I-m-B-03584.02 (RAN: 96281.02.07) | Așezare                                                                    | sat Dumbrava; comuna Lespezi                | La marginea de S a satului, pe malul drept al pârâului Sirețel, lângă confluența cu râul Siret          | sec. XV, Epoca medievală                                             | Încarcă foto \| video | Raportează eroare |
| IS-I-m-B-03584.03 (RAN: 96281.02.06) | Așezare                                                                    | sat Dumbrava; comuna Lespezi                | La marginea de S a satului, pe malul drept al pârâului Sirețel, lângă confluența cu râul Siret          | sec. XIII – XIV, Epoca medievală                                     | Încarcă foto \| video | Raportează eroare |
| IS-I-m-B-03584.04 (RAN: 96281.02.05) | Așezare                                                                    | sat Dumbrava; comuna Lespezi                | La marginea de S a satului, pe malul drept al pârâului Sirețel, lângă confluența cu râul Siret          | sec. XI – XII, Epoca medieval timpurie                               | Încarcă foto \| video | Raportează eroare |
| IS-I-m-B-03584.05 (RAN: 96281.02.04) | Așezare                                                                    | sat Dumbrava; comuna Lespezi                | La marginea de S a satului, pe malul drept al pârâului Sirețel, lângă confluența cu râul Siret          | sec. VII – X, Epoca medieval timpurie                                | Încarcă foto \| video | Raportează eroare |
| IS-I-m-B-03584.06 (RAN: 96281.02.03) | Așezare                                                                    | sat Dumbrava; comuna Lespezi                | La marginea de S a satului, pe malul drept al pârâului Sirețel, lângă confluența cu râul Siret          | sec. IV p.Chr, Epoca daco-romană                                     | Încarcă foto \| video | Raportează eroare |
| IS-I-m-B-03584.07 (RAN: 96281.02.02) | Așezare                                                                    | sat Dumbrava; comuna Lespezi                | La marginea de S a satului, pe malul drept al pârâului Sirețel, lângă confluența cu râul Siret          | sec. II – III p. Chr., Epoca romană                                  | Încarcă foto \| video | Raportează eroare |
| IS-I-m-B-03584.08 (RAN: 96281.02.01) | Așezare                                                                    | sat Dumbrava; comuna Lespezi                | La marginea de S a satului, pe malul drept al pârâului Sirețel, lângă confluența cu râul Siret          | Hallstatt                                                            | Încarcă foto \| video | Raportează eroare |
| IS-I-s-B-03585                       | Situl arheologic de la Dumești, punct „Coasta Viei” („Tarlaua Izvor”)      | sat Dumești; comuna Dumești                 | „Coasta Viei” („Tarlaua Izvor”), pe dealul de la SV de marginea satului                                 |                                                                      | Încarcă foto \| video | Raportează eroare |
| IS-I-m-B-03585.01                    | Așezare                                                                    | sat Dumești; comuna Dumești                 | „Coasta Viei” („Tarlaua Izvor”), pe dealul de la SV de marginea satului                                 | Eneolitic final, cultura Horodiștea – Erbiceni                       | Încarcă foto \| video | Raportează eroare |
| IS-I-m-B-03585.02                    | Așezare                                                                    | sat Dumești; comuna Dumești                 | „Coasta Viei” („Tarlaua Izvor”), pe dealul de la SV de marginea satului                                 | Eneolitic, cultura Cucuteni, faza B                                  | Încarcă foto \| video | Raportează eroare |
| IS-I-m-B-03585.03                    | Așezare                                                                    | sat Dumești; comuna Dumești                 | „Coasta Viei” („Tarlaua Izvor”), pe dealul de la SV de marginea satului                                 | Eneolitic, cultura Cucuteni, faza A                                  | Încarcă foto \| video | Raportează eroare |
| IS-I-s-B-03586                       | Situl arheologic de la Dumești, punct „Valea Osânzei”                      | sat Dumești; comuna Dumești                 | „Valea Osânzei”, la 1 km E de sat, lângă pârâul Osânzana (Cotul Osânzenei)                              |                                                                      | Încarcă foto \| video | Raportează eroare |
| IS-I-m-B-03586.01                    | Așezare                                                                    | sat Dumești; comuna Dumești                 | „Valea Osânzei”, la 1 km E de sat, lângă pârâul Osânzana (Cotul Osânzenei)                              | sec. XVII - XVIII, Epoca medievală                                   | Încarcă foto \| video | Raportează eroare |
| IS-I-m-B-03586.02                    | Așezare                                                                    | sat Dumești; comuna Dumești                 | „Valea Osânzei”, la 1 km E de sat, lângă pârâul Osânzana (Cotul Osânzenei)                              | sec. XV - XVI, Epoca medievală                                       | Încarcă foto \| video | Raportează eroare |
| IS-I-m-B-03586.03                    | Așezare                                                                    | sat Dumești; comuna Dumești                 | „Valea Osânzei”, la 1 km E de sat, lângă pârâul Osânzana (Cotul Osânzenei)                              | sec. III - IV p. Chr., Epoca daco-romană                             | Încarcă foto \| video | Raportează eroare |
| IS-I-m-B-03586.04                    | Așezare                                                                    | sat Dumești; comuna Dumești                 | „Valea Osânzei”, la 1 km E de sat, lângă pârâul Osânzana (Cotul Osânzenei)                              | Hallstatt                                                            | Încarcă foto \| video | Raportează eroare |
| IS-I-s-B-03587 (RAN: 98854.01)       | Situl arheologic de la Dumitreștii-Gălății, punct „Tarlaua Rachiță I - II” | sat Dumitreștii Gălății; comuna Schitu Duca | „Tarlaua Rachiță I-II”, la 200 m N de sat                                                               |                                                                      | Încarcă foto \| video | Raportează eroare |
| IS-I-m-B-03587.01 (RAN: 98854.01.05) | Așezare                                                                    | sat Dumitreștii Gălății; comuna Schitu Duca | „Tarlaua Rachiță I - II”, la 200 m N de sat                                                             | sec. IV p.Chr, Epoca daco-romană                                     | Încarcă foto \| video | Raportează eroare |
| IS-I-m-B-03587.02 (RAN: 98854.01.04) | Așezare                                                                    | sat Dumitreștii Gălății; comuna Schitu Duca | „Tarlaua Rachiță I - II”, la 200 m N de sat                                                             | sec. II – III p. Chr., Latène târziu                                 | Încarcă foto \| video | Raportează eroare |
| IS-I-m-B-03587.03 (RAN: 98854.01.03) | Așezare                                                                    | sat Dumitreștii Gălății; comuna Schitu Duca | „Tarlaua Rachiță I - II”, la 200 m N de sat                                                             | sec. III - I a. Chr., Latène                                         | Încarcă foto \| video | Raportează eroare |
| IS-I-m-B-03587.04 (RAN: 98854.01.02) | Așezare                                                                    | sat Dumitreștii Gălății; comuna Schitu Duca | „Tarlaua Rachiță I - II”, la 200 m N de sat                                                             | Hallstatt                                                            | Încarcă foto \| video | Raportează eroare |
| IS-I-m-B-03587.05 (RAN: 98854.01.01) | Așezare                                                                    | sat Dumitreștii Gălății; comuna Schitu Duca | „Tarlaua Rachiță I - II”, la 200 m N de sat                                                             | Paleolitic superior, gravettian                                      | Încarcă foto \| video | Raportează eroare |
| IS-I-s-B-03588 (RAN: 98854.02)       | Situl arheologic de la Dumitreștii Gălății, punct „Tarlaua Cimitir”        | sat Dumitreștii Gălății; comuna Schitu Duca | „Tarlaua Cimitir”, la marginea de N a satului, pe dreapta șoselei Iași - Vaslui, la 1 km SV de biserică |                                                                      | Încarcă foto \| video | Raportează eroare |
| IS-I-m-B-03588.01 (RAN: 98854.02.04) | Așezare                                                                    | sat Dumitreștii Gălății; comuna Schitu Duca | „Tarlaua Cimitir”, la marginea de N a satului, pe dreapta șoselei Iași - Vaslui, la 1 km SV de biserică | sec. IV p.Chr, Epoca daco-romană                                     | Încarcă foto \| video | Raportează eroare |
| IS-I-m-B-03588.02 (RAN: 98854.02.03) | Așezare                                                                    | sat Dumitreștii Gălății; comuna Schitu Duca | „Tarlaua Cimitir”, la marginea de N a satului, pe dreapta șoselei Iași - Vaslui, la 1 km SV de biserică | sec. II - III p. Chr., Latène                                        | Încarcă foto \| video | Raportează eroare |
| IS-I-m-B-03588.03 (RAN: 98854.02.02) | Așezare                                                                    | sat Dumitreștii Gălății; comuna Schitu Duca | „Tarlaua Cimitir”, la marginea de N a satului, pe dreapta șoselei Iași - Vaslui, la 1 km SV de biserică | sec. II a. Chr., Latène                                              | Încarcă foto \| video | Raportează eroare |
| IS-I-m-B-03588.04 (RAN: 98854.02.01) | Așezare                                                                    | sat Dumitreștii Gălății; comuna Schitu Duca | „Tarlaua Cimitir”, la marginea de N a satului, pe dreapta șoselei Iași - Vaslui, la 1 km SV de biserică | Paleolitic superior, gravettian                                      | Încarcă foto \| video | Raportează eroare |
| IS-II-m-B-04144                      | Conacul V. Tăutu                                                           | sat Dagâța; comuna Dagâța                   | 46.91826°N 27.19875°E                                                                                   | prima jum. a sec. XIX                                                | Încarcă foto \| video | Raportează eroare |
| IS-II-m-B-04145                      | Biserica „Sf. Nicolae”                                                     | sat Dădești; comuna Ion Neculce             | | 1826                                                                 | Încarcă foto \| video | Raportează eroare |
| IS-II-a-A-04146 (RAN: 96227.01)      | Ansamblul conacului Cantacuzino-Deleanu                                    | sat Deleni; comuna Deleni                   | | sec. XVII - XX                                                       |                       | Raportează eroare |
| IS-II-m-A-04146.01                   | Conacul Cantacuzino-Deleanu                                                | sat Deleni; comuna Deleni                   | | 1730                                                                 | Alte imagini          | Raportează eroare |
| IS-II-m-A-04146.02                   | Biserica „Adormirea Maicii Domnului”                                       | sat Deleni; comuna Deleni                   | | 1669 Zugravul Ioasaf de la Mănăstirea Vatopedu (pictura de interior) | Alte imagini          | Raportează eroare |
| IS-II-m-A-04146.03                   | Spital                                                                     | sat Deleni; comuna Deleni                   | | sec. XX                                                              | Încarcă foto \| video | Raportează eroare |
| IS-II-m-A-04146.04                   | Zid de incintă                                                             | sat Deleni; comuna Deleni                   | | sec. XVIII                                                           | Încarcă foto \| video | Raportează eroare |
| IS-II-m-B-04147 (RAN: 96824.01)      | Han-ruine                                                                  | sat Deleni; comuna Deleni                   | | sec. XVIII                                                           | Încarcă foto \| video | Raportează eroare |
| IS-II-m-A-04148.01                   | Schitul Lacuri (Deleni) din Codrul Delenilor                               | sat Deleni; comuna Deleni                   | | 1724                                                                 | Alte imagini          | Raportează eroare |
| IS-II-m-B-04149 (RAN: 96897.05)      | Biserica de lemn „Sf. Pantelimon”                                          | sat Dobrovăț; comuna Dobrovăț               | | 1797                                                                 | Alte imagini          | Raportează eroare |
| IS-II-a-A-04150 (RAN: 96897.04)      | Mănăstirea Dobrovăț                                                        | sat Dobrovăț; comuna Dobrovăț               | 46.97038°N 27.70514°E                                                                                   | sec. XVI - XX                                                        |                       | Raportează eroare |
| IS-II-m-A-04150.01                   | Biserica „Pogorârea Sf. Duh”                                               | sat Dobrovăț; comuna Dobrovăț               | | 1503-1504                                                            |                       | Raportează eroare |
| IS-II-m-A-04150.02                   | Biserica paraclis „Sf. Gheorghe”                                           | sat Dobrovăț; comuna Dobrovăț               | | 1743                                                                 | Încarcă foto \| video | Raportează eroare |
| IS-II-m-A-04150.03                   | Turn clopotniță                                                            | sat Dobrovăț; comuna Dobrovăț               | | 1743                                                                 | Încarcă foto \| video | Raportează eroare |
| IS-II-m-A-04150.04                   | Zid de incintă                                                             | sat Dobrovăț; comuna Dobrovăț               | | sec. XVIII                                                           |                       | Raportează eroare |
| IS-II-m-B-04151                      | Biserica „Sf. Nicolae”                                                     | sat Doroșcani; comuna Popești               | | 1857                                                                 |                       | Raportează eroare |
| IS-II-m-B-04152                      | Biserica „Sf. Gheorghe”                                                    | sat Drăgușeni; comuna Drăgușeni             | | 1815                                                                 | Alte imagini          | Raportează eroare |
| IS-II-m-B-04153 (RAN: 99334.02)      | Fostele case boierești ale familiei Costin                                 | sat Drăgușeni; comuna Drăgușeni             | 47.296°N 26.48925°E                                                                                     | sec. XVIII                                                           | Încarcă foto \| video | Raportează eroare |
| IS-II-m-B-04154                      | Biserica de lemn „Sf. Împărați”                                            | sat Dumești; comuna Dumești                 | | înc. sec. XVIII                                                      | Încarcă foto \| video | Raportează eroare |
| IS-II-m-B-04155                      | Biserica „Sf. Apostoli”                                                    | sat Dumești; comuna Dumești                 | | 1802                                                                 |                       | Raportează eroare |